# Hartmann Bjørnsen
Hartmann Bjørnsen (Stavanger, Noruega, 2 de febrero de 1889-Stavanger, 25 de septiembre de 1974) fue un gimnasta artístico noruego, campeón olímpico en Estocolmo 1912 en el concurso por equipos "sistema libre".

## Carrera deportiva
En las Olimpiadas celebradas en Estocolmo (Suecia) en 1912 consigue el oro en el concurso por equipos "sistema libre", quedando situados en el podio por delante de los finlandeses (plata) y los daneses (bronce), y siendo sus compañeros de equipo los gimnastas: Isak Abrahamsen, Hans Beyer, Nils Voss, Alfred Engelsen, Bjarne Johnsen, Sigurd Jørgensen, Knud Leonard Knudsen, Alf Lie, Rolf Lie, Tor Lund, Petter Martinsen, Per Mathiesen, Jacob Opdahl, Nils Opdahl, Bjarne Pettersen, Frithjof Sælen, Øistein Schirmer, Georg Selenius, Sigvard Sivertsen, Robert Sjursen, Einar Strøm, Gabriel Thorstensen y Thomas Thorstensen.